# سازمان جلب سیاحان
سازمان جلب سیاحان در تلاش برای ترغیب گردشگران برای سفر به ایران در سال ۱۳۴۲ بنیان‌گذاری شد. به‌دلیل سرعت رو به افزایش صنعت گردشگری و روی آوردن گردشگران خارجی برای مسافرت به ایران و توسعه مواصلات و ارتباطات کشور و همچنین برای هماهنگی و نظارت بر کلیه فعالیت‌های جهانگردی کشور دایر شد، و در آن زمان صنعت گردشگری رفته‌رفته جای خود را میان سایر صنایع کشور باز نمود. به منظور معرفی بیشتر کشور و آشنا ساختن سایر ملل به خصوصیات ملی و آثار تاریخی و تمدن ایران و همچنین ترغیب جهانگردان و ایرانیان به مشاهده آثار باستانی و مناظر طبیعی و ایجاد تسهیلات در مسافرت آن‌ها و تمرکز و هماهنگی کامل در امور مربوط به سیاحت تأسیس شد. این سازمان در بدو تأسیس تحت نظر مستقیم نخست‌وزیر اداره شد و سرپرست آن سمت معاونت نخست‌وزیر را داشت.

## تاریخچه
پس از انقلاب مشروطیت ورود گردشگران خارجی به ایران افزایش یافت ولی هیچ‌گاه گردشگری به‌عنوان صنعت به‌شکل امروزی که دارای تشکیلات منظم و قوانین و مقررات است و صنعتی درآمدزا است، مورد توجه نبود. توجه ویژه به صنعت گردشگری در ایران از نیم قرن پیش به این طرف به منظور شناساندن مفاخر و تمدن ایران رسماً شکل گرفت و برای اولین بار از سال ۱۳۱۴ اداره‌ای در وزارت داخله (وزارت کشور) به نام «اداره سیاحان خارجی و تبلیغات» تأسیس شد که فعالیت آن محدود به چاپ نشریات و کتابچه‌های راهنمای گردشگری ایران بود. بعد از شهریور ۱۳۲۰ اداره یادشده جای خود را به «شورای عالی جهانگردی» داد که زیرنظر وزارت کشور بود و در نهایت در سال ۱۳۴۴ با فرمانی دایر بر اجرای قانونی سازمان جلب سیاحان که به تصویب مجلس‌های سنا و شواری ملی رسیده بود «سازمان جلب سیاحان» تأسیس شد و این سازمان به صورت رسمی کار خود را آغاز کرد. در سال ۱۳۵۳ با الحاق سازمان جلب سیاحان در وزارت اطلاعات این وزارتخانه به «وزارت اطلاعات و جهانگردی» تغییر نام یافت.

## تشکیلات
این سازمان دارای شورایی با ترکیب وزارتخانه‌های اقتصاد، کشور، فرهنگ و هنر، سازمان برنامه و بودجه، کانون جهانگردی ایران و سه نفر صاحب‌نظر و مطلع به پیشنهاد سرپرست سازمان و تصویب نخست‌وزیر بود. اعضای این شورا به مدت ۲ سال انتخاب و به صورت افتخاری انجام وظیفه نموده و انتخاب مجدد آن‌ها بلامانع بود. همچنین جلسات آن هر ۲ ماه یکبار تشکیل می‌شد.
این اداره در تلاش برای ترغیب گردشگران برای سفر به ایران بود. در آستانه دهه ۱۳۴۰، اداره امور جهانگردی در وزارت کشور تشکیل شد. توسعه ارتباطات کشور و افزایش سرعت گردشگری در این دهه تاریخ‌ساز، باعث شد تا در سال ۱۳۴۲ «سازمان جلب سیاحان» راه‌اندازی شود. این سازمان دارای شورایی با ترکیب وزارتخانه‌های اقتصاد، کشور، فرهنگ و هنر، سازمان برنامه و بودجه، کانون جهانگردی ایران و ۳ عضو صاحب‌نظر و مطلع به پیشنهاد سرپرست سازمان و زیرنظر مستقیم نخست‌وزیر بود. اساس‌نامه سازمان نیز در ۲۱ اردیبهشت‌ماه ۱۳۴۵ تصویب شد. پس از گذر از این دهه، محمدرضا پهلوی برای توسعه برنامه‌های گردشگری در ایران و ورود آسان‌تر غربی‌ها به ایران، در سال ۱۳۵۳ سازمان جلب سیاحان را در وزارت اطلاعات و جهانگردی آن روزگار، ادغام کرد. اما رویکرد امنیتی این سازمان، به توسعه و رونق گردشگری کشور کمک شایانی نکرد.

## رئیسان سازمان
- مهدی شیبانی
- قاسم رضایی
- سیروس فرزانه[۵]